# Gabinete Chautemps IV
O Gabinete Chautemps IV foi o ministério formado por Camille Chautemps em 18 de janeiro de 1938 e dissolvido em 10 de março do mesmo ano. Foi o 103º gabinete da Terceira República Francesa, sendo antecedido pelo Gabinete Chautemps III e sucedido pelo Gabinete Blum II.

## Contexto
De volta ao poder, em meio a deterioração da situação financeira da França, Camille Chautemps se viu forçado a solicitar plenos poderes financeiros à Assembleia Nacional Francesa.
Na política externa, o quarto governo de Chautemps foi conhecido por sua passividade diante do Anschluss (a anexação da Áustria pela Alemanha Nazista). Embora devidamente informados pelos serviços diplomáticos sobre as maquinações que levaram à anexação da Áustria, tanto o governo Chautemps quanto, simultaneamente, o governo britânico, liderado por Neville Chamberlain, permitiram que esse crime fosse cometido sem reagir.
O novo governo, contudo, diante a recusa da Seção Francesa da Internacional Operária (SFIO) em aprovar a lei sobre plenos poderes, renunciou menos de 30 dias após sua posse, sendo substituído por um novo gabinete de Léon Blum.

## Composição
- Presidente da República: Albert Lebrun
- Presidente do Conselho de Ministros: Camille Chautemps
- Vice-presidente do Conselho de Ministros: Édouard Daladier
- Ministro dos Estrangeiros: Yvon Delbos
- Ministro da Justiça: César Campinchi
- Ministro do Interior: Albert Sarraut
- Ministro da Defesa Nacional e da Guerra: Édouard Daladier
- Ministro das Finanças: Paul Marchandeau
- Ministro da Educação Nacional: Jean Zay
- Ministro das Obras Públicas: Henri Queuille
- Ministro da Agricultura: Fernand Chapsal
- Ministro do Comércio: Pierre Cot
- Ministro dos Correios, Telégrafos e Telefones: Fernand Gentin
- Ministro do Trabalho: Paul Ramadier
- Ministro das Pensões: Robert Lassalle
- Ministro da Saúde Pública: Marc Rucart
- Ministro da Marinha Militar: William Bertrand
- Ministro do Ar: Guy La Chambre
- Ministro das Colônias: Théodore Steeg
- Ministro da Marinha Mercante: Paul Elbel
- Ministro de Estado: Ludovic-Oscar Frossard
- Ministro de Estado: Georges Bonnet